# Sadnig
Der Sadnig – in Abgrenzung zu den Nebengipfeln Vorsadnig, Kleiner Sadnig und Mulleter Sadnig auch als Hoher Sadnig bezeichnet – ist der namensgebende Berg der Sadniggruppe, des Südteils der Goldberggruppe.
Der Name Sadnig lässt sich auf slowenisch zadnji (zuhinterst bzw. zuletzt) zurückführen.
Der Sadnig befindet sich an der Schnittstelle von Großfragant, Asten und Kolmitzen, dreier Seitentäler des Mölltales. Zugleich ist er Grenzpunkt der Gemeinden Flattach, Mörtschach und Stall.
Der Vorsadnig ist ein nördlicher Vorgipfel auf 2696 m. Der Kleine Sadnig (2626 m) schließt östlich nach einer unscheinbaren Scharte an. Der Mullete Sadnig (2569 m) schließt nördlich an, vom Hohen Sadnig durch die Sadnigscharte (2484 m) getrennt. Westlich unter der Sadnigscharte (Astener Seite) liegt der Sadnigsee. Östlich unter der Sadnigscharte entspringt der Sadnigbach, der talauswärts in den Großfragantbach übergeht.
Die Schlussszene des Filmes Sieben Jahre in Tibet wurde auf dem Sadniggipfel gedreht.
Der Sadnig wird meist vom Fraganter Schutzhaus in der Großfragant oder dem Gasthof Sadnighaus in der Asten ausgehend über die Sadnigscharte begangen.

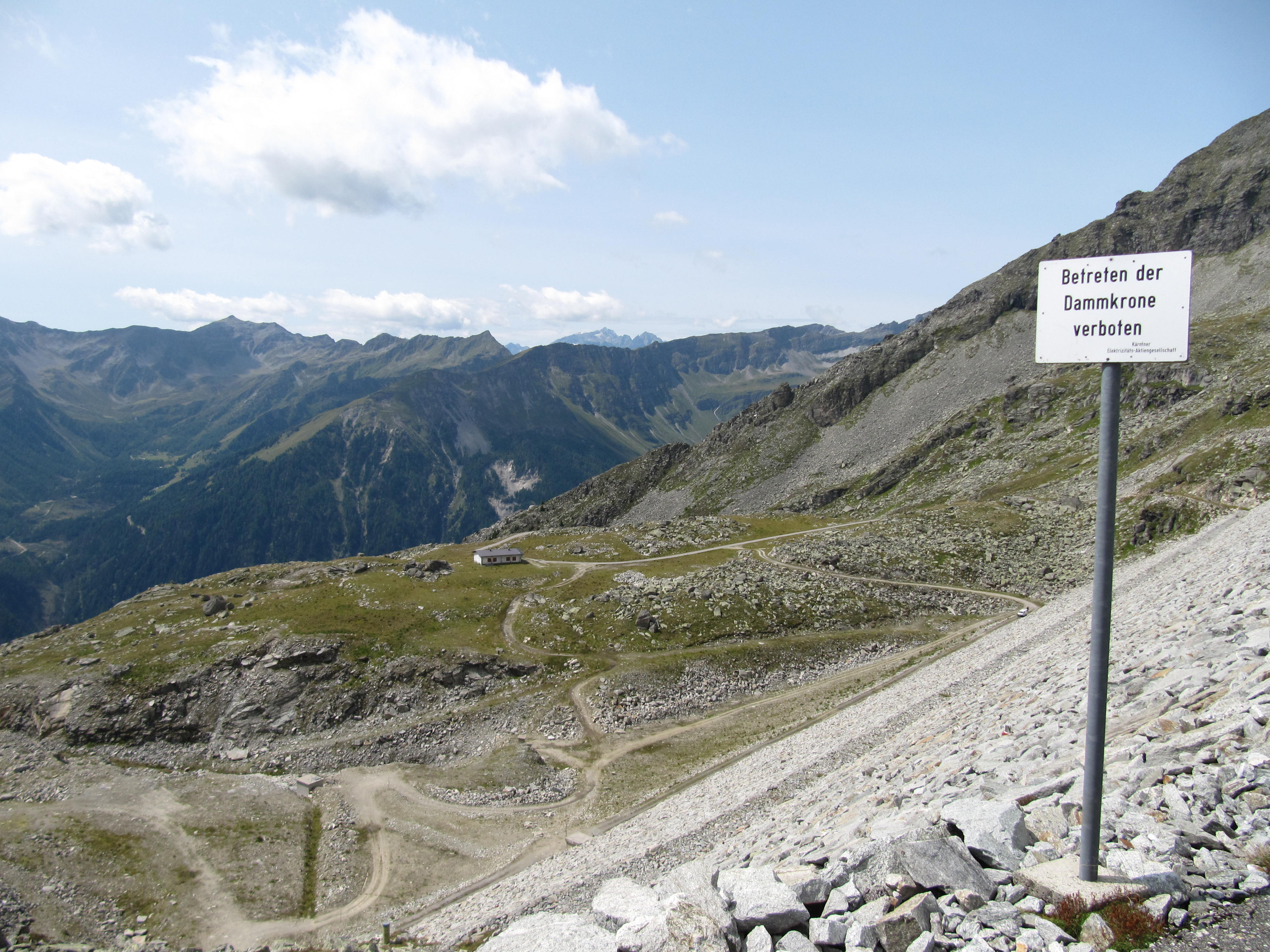
Sadniggruppe von Osten (Oscheniksee-Staudamm), annotiert